# Kollam
Kollam (malajálam nyelven: കൊല്ലം, korábban Kvilon, Quilon) város Indiában, a Malabár-part déli részén, Kerala államban. Lakossága 2011-ben 349 ezer fő, elővárosokkal együtt 1,1 millió fő volt.
A város a tenger és az Astamudi-tó között fekszik. Itt található Dél-India legrégibb katolikus egyházmegyéje, amelyet 1328-ban alapítottak. 
A föníciaiak, majd a rómaiak idején Desinganadu néven volt ismert. Az ókorban és a középkorban a Malabár-parti fűszer-kereskedelem kikötője volt és sok föníciai, görög, római, arab és kínai hajót vonzott. A Tang-dinasztia idején (7–10. század) Kína kereskedőtelepeket nyitott és követet cseréltek e gazdag városállammal. A városban ma a portugál, holland és brit uralom nyomai is megtalálhatók. Manapság az erre haladó hajók többsége a kuttanadi lagúnavidékre igyekszik, amelynek Kollam a kapuja. Sok látogató útba ejti Ammá (az ölelő szent), innen 30 km-re található Amritapuri-i ásramját.

## Közlekedés
- Kollam vasútállomás

## Fordítás
- Ez a szócikk részben vagy egészben  a   Kollam című angol Wikipédia-szócikk fordításán alapul.  Az eredeti cikk szerkesztőit annak laptörténete sorolja fel. Ez a jelzés csupán a megfogalmazás eredetét és a szerzői jogokat jelzi, nem szolgál a cikkben szereplő információk forrásmegjelöléseként.
- Ez a szócikk részben vagy egészben  a   Kollam című német Wikipédia-szócikk fordításán alapul.  Az eredeti cikk szerkesztőit annak laptörténete sorolja fel. Ez a jelzés csupán a megfogalmazás eredetét és a szerzői jogokat jelzi, nem szolgál a cikkben szereplő információk forrásmegjelöléseként.